# Wereldkampioenschappen judo 1984
De Wereldkampioenschappen judo 1984 waren de derde vrouweneditie van de Wereldkampioenschappen judo. Deze editie werd gehouden in Wenen van 10 tot 11 november 1984.

## Resultaten
| Gewichtsklasse | Goud                | Zilver                | Brons                              |
| -------------- | ------------------- | --------------------- | ---------------------------------- |
| – 48 kg        | Karen Briggs        | Marie-France Colignon | Darlene Anaya Julie Reardon        |
| – 52 kg        | Kaori Yamaguchi     | Edith Hrovat          | Christina-Ann Boyd Joanna Majdan   |
| – 56 kg        | Ann-Marie Burns     | Suzanne Williams      | Catherine Arnaud Gerda Winklbauer  |
| – 61 kg        | Natasha Hernandez   | Chantal Han           | Kaori Hachinohe Martine Rottier    |
| – 66 kg        | Brigitte Deydier    | Irene de Kok          | Shinobu Kandori Dawn Netherwood    |
| – 72 kg        | Ingrid Berghmans    | Barbara Classen       | Anita Staps Véronique Vigneron     |
| + 72 kg        | Maria Theresa Motta | Gao Fenglian          | Margaret Castro Marjolein van Unen |
| Open           | Ingrid Berghmans    | Marjolein van Unen    | Gao Fenglian Nathalie Lupino       |

## Medaillespiegel
| Plaats | Land                | Goud | Zilver | Brons | Totaal |
| 1      | België              | 2    | 0      | 0     | 2      |
| 2      | Frankrijk           | 1    | 1      | 4     | 6      |
| 3      | Japan               | 1    | 0      | 2     | 3      |
| 4      | Verenigd Koninkrijk | 1    | 0      | 1     | 2      |
| 5      | Italië              | 1    | 0      | 0     | 1      |
| 5      | Venezuela           | 1    | 0      | 0     | 1      |
| 7      | Verenigde Staten    | 1    | 0      | 2     | 3      |
| 8      | Nederland           | 0    | 3      | 2     | 5      |
| 9      | Oostenrijk          | 0    | 2      | 2     | 4      |
| 10     | Australië           | 0    | 1      | 2     | 3      |
| 11     | China               | 0    | 1      | 1     | 2      |
| 12     | West-Duitsland      | 0    | 1      | 0     | 1      |
| 13     | Polen               | 0    | 0      | 1     | 1      |
| Totaal | Totaal              | 8    | 8      | 16    | 32     |